# Plethodontinae
Sous-famille
Synonymes
- Desmognathinae Gray, 1850

Les Plethodontinae sont une sous-famille d'urodèles de la famille des Plethodontidae. Elle a été créée par John Edward Gray en 1850.

## Répartition
Les espèces de cette sous-famille se rencontrent en Amérique du Nord, en Europe du Sud et en Corée.

## Liste des genres
Selon Amphibian Species of the World (01 mars 2020) :
- genre Aneides Baird, 1851
- genre Desmognathus Baird, 1850
- genre Ensatina Gray, 1850
- genre Hydromantes Gistel, 1848
- genre Karsenia Min, Yang, Bonett, Vieites, Brandon & Wake, 2005
- genre Phaeognathus Highton, 1961
- genre Plethodon Tschudi, 1838
- genre Speleomantes Dubois, 1984

## Publication originale
- Gray, 1850 : Catalogue of the Specimens of Amphibia in the Collection of the British Museum. Part II. Batrachia Gradientia (texte intégral)